# Mulhouse Alsace Agglomération (vor 2017)
Die Mulhouse Alsace Agglomération (vor 2017) ist ein ehemaliger französischer Gemeindeverband mit der Rechtsform einer  Communauté d’agglomération im Département Haut-Rhin in der Region Grand Est. Sie wurde am 16. Dezember 2009 gegründet und umfasste 33 Gemeinden. Der Verwaltungssitz befand sich in der Stadt Mulhouse.

## Historische Entwicklung
Der Gemeindeverband entstand mit Wirkung vom 1. Januar 2010 durch die Fusion der Vorgängerorganisationen
- Communauté d’agglomération Mulhouse Sud-Alsace,
- Communauté de communes de l’Île Napoléon und
- Communauté de communes des Collines.

Mit Wirkung vom 1. Januar 2017 fusionierte der Gemeindeverband mit der Communauté de communes Porte de France Rhin Sud und bilde so die Nachfolgeorganisation Mulhouse Alsace Agglomération. Trotz der Namensgleichheit handelt es sich um eine Neugründung mit anderer Rechtspersönlichkeit.

## Ehemalige Mitgliedsgemeinden
1. Baldersheim
2. Battenheim
3. Berrwiller
4. Bollwiller
5. Bruebach
6. Brunstatt-Didenheim (Commune nouvelle)
7. Dietwiller
8. Eschentzwiller
9. Feldkirch
10. Flaxlanden
11. Galfingue
12. Habsheim
13. Heimsbrunn
14. Illzach
15. Kingersheim
16. Lutterbach
17. Morschwiller-le-Bas
18. Mulhouse
19. Pfastatt
20. Pulversheim
21. Reiningue
22. Richwiller
23. Riedisheim
24. Rixheim
25. Ruelisheim
26. Sausheim
27. Staffelfelden
28. Steinbrunn-le-Bas
29. Ungersheim
30. Wittelsheim
31. Wittenheim
32. Zillisheim
33. Zimmersheim